# Zollfreigebiet

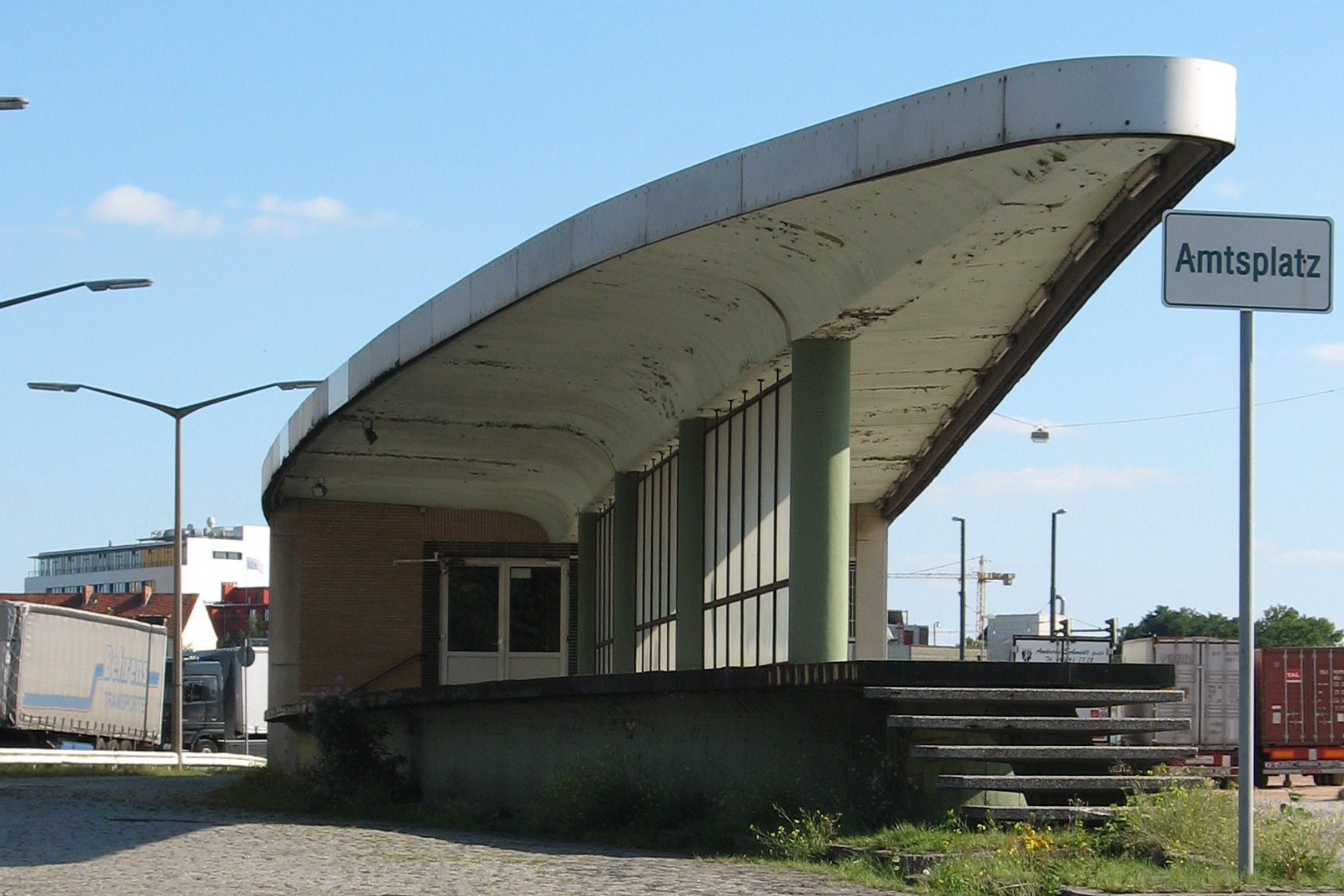
Zollamt Bremen-Hansator am ehemaligen Freihafen

Ein Zollfreigebiet, an Wasserwegen auch Freihafen, abseits der Wasserwege Freilager oder Freizone genannt, ist ein in der Regel abgeschlossenes oder umzäuntes Gebiet innerhalb eines Landes, in dem keine Zölle und Einfuhrumsatzsteuern erhoben werden. Derartige Freizonen dienen der Lagerung, Weiterverarbeitung und Veredelung der importierten Waren. Freihäfen sind in der Regel durch Grenzzäune abgegrenzte Teilgebiete von Häfen, in denen es Zolldurchlässe gibt. Sie sind von Duty-free-Zonen zu unterscheiden.

## Geschichte
Freihäfen gibt bzw. gab es u. a. in Venedig (8. Jhr), Genua (1595), Livorno (1648), Curaçao (1674), Triest und Rijeka (seit 1719, damals Fiume), Augusta auf Roatán (1740–1748), Sint Eustatius (1756), Ostende (1780), Odessa (1819), Vladivostok (1861), und Jebel Ali (1985).
Als wichtiger europäischer Freihafen gilt jener in der Hafenstadt Triest am Ende der maritimen Seidenstraße („Maritim Silk Road“ bzw. „21st Century Maritim Silk Road“) mit seinen Anknüpfungen nach Zentraleuropa. Dieser wurde von Kaiser Karl VI. im Jahr 1719 gegründet und später besonders von seiner Tochter Maria Theresia gefördert.
In Deutschland: Emden (1751 bis einschließlich 2009), Bremerhaven (1827), Brake (1835) und Bremen (1888–2007) (siehe auch: Geschichte der Bremer Häfen) sowie in Hamburg (1888–2012), Cuxhaven (1896), Stettin (1898) und Kiel (1924–2009).

## Situation heute

### Europäische Zollunion
Das Zollrecht der Europäischen Union bezeichnet Freihäfen als „Freizonen des Kontrolltyps I“. Leistungen innerhalb eines Zollfreigebiets an Endverbraucher unterliegen nicht der Umsatzsteuer, da sie steuerlich Sonderregelungen unterstehen: Die Freihäfen des Kontrolltyps I gehören umsatzsteuerlich nicht zum Inland.
Sobald Lieferungen von den Zollfreigebieten ins Inland oder das übrige Gemeinschaftsgebiet der Europäischen Union bewirkt werden, wird vom Einfuhrland Zoll und Einfuhrumsatzsteuer (EUSt) erhoben. Durch dieses Verfahren wird die Liquidität der Unternehmen nicht durch vorläufige Abgaben beansprucht, wenn die Waren nicht im Inland veräußert werden sollen. Seit dem 1. Januar 2011 (nach der VO/EG Nr.2373/2009 vom 1. Juli 2009) ist jedoch eine summarische Anmeldung für Waren verpflichtend, die von außerhalb der Europäischen Union eingeführt werden, womit einer der wesentlichen Vorteile von Freizonen entfallen ist.
In den Freihäfen des Kontrolltyps II (derzeit Duisburg und bis 2016 Deggendorf) muss normal Umsatzsteuer bezahlt werden.

### Deutschland
Seit Gründung der EU wurden Freihäfen auch in den Binnenhäfen Duisburg (1991) und Deggendorf (1992–2016) eingerichtet. Weitere Beispiele für Freizonen oder Freilager im Binnenland waren im Deutschland des 19. Jahrhunderts die sogenannten Zollvereinsniederlagen in Bremen und Hamburg.
Die Freihäfen Emden und Kiel wurden zum 1. Januar 2010 aus wirtschaftlichen Gründen aufgehoben (BGBl. I 2009 S. 1713), da in den letzten Jahren ausschließlich Gemeinschaftswaren, also Waren, die aus dem zollrechtlich freien Verkehr der EU stammen, gelagert und umgeschlagen wurden.
Im Dezember 2009 beschloss der Hamburger Senat, die Auflösung des Freihafens zum 1. Januar 2013 zu beantragen. Den notwendigen Gesetzentwurf brachte die Bundesregierung im September 2010 auf den Weg; der Bundesrat stimmte diesem am 17. Dezember 2010 zu. Durch das „Gesetz zur Aufhebung des Freihafens Hamburg“ vom 24. Januar 2011 (BGBl. I S. 50) wurde die Aufhebung zum 1. Januar 2013 wirksam. Der Hafen wurde dadurch zum Seezollhafen. Zum Hamburger Freihafen gehörte die dortige Speicherstadt mit besonderen Lagerhäusern, insbesondere für Tee, Kaffee, Gewürze und Teppiche. Aufgrund des Strukturwandels wurde das Gebiet um die Jahrtausendwende aus den Zollgrenzen entlassen und bildet nun die nordwestliche Grenze der im Aufbau befindlichen HafenCity.
Derzeit existieren in Deutschland noch Freihäfen in Bremerhaven und Cuxhaven.

### Österreich
In Österreich gab es vier Freizonen für die Zwischenlagerung, in Graz, bei Hall in Tirol (Tiroler Zollfreigebiet) und in den Donauhäfen Wien und Linz (hier Zollfreizone genannt).

### Italien
Die italienische Gemeinde Livigno, die an der Grenze zur Schweiz liegt, ist ein Zollausschlussgebiet der Europäischen Union.
Der Status des Freihafen Triest wurde durch den Pariser Friedensvertrag von 1947, das Londoner Memorandum aus dem Jahr 1954 und beispielsweise die italienischen Gesetzesbestätigungen aus dem Jahr 2017 immer wieder international erweitert. Besonderheiten und Vorteile des Freihafens liegen im Bereich der speziellen Bestimmungen zu Import, Export, Zollabwicklung, Lagerung und Steuerrecht. Das Freihafengebiet sieht spezielle Areale für Lagerung, Be- und Verarbeitung sowie Transitzonen für Waren vor.

### Schweiz
In der Schweiz gibt es mehrere Zollfreilager, u. a. im Raum Basel, am Flughafen Zürich sowie in Genf (Genfer Zollfreilager).
In der Gemeinde Samnaun an der östlichen Grenze der Schweiz zu Österreich kann zollfrei eingekauft und getankt werden. Das Dorf ist als Wintersportgebiet bekannt und zu einer Touristenattraktion geworden.

### Griechenland
In Griechenland ist der Hafen von Thessaloniki ein Freihafen.

### Singapur
Das Freilager Singapur wurde im Mai 2010 eröffnet. Das vierstöckige Gebäude verfügt über eine Fläche von 25.000 m². 40 Prozent hiervon werden von  Christie’s Fine Art Storage Services genutzt.

### Luxemburg
In Luxemburg wurde am 17. September 2014 ein Zollfreilager eingeweiht. Es verfügt über eine Fläche von 20.000 m².

### Volksrepublik China
In Shanghai wurde 2014 ein Zollfreigebiet eingerichtet.